# حسن کاراجاداغ
حسن کاراجاداغ (ترکی استانبولی: Hasan Karacadağ؛ زادهٔ ۲۰ اکتبر ۱۹۷۶) کارگردان فیلم اهل ترکیه است. او از سال ۱۹۹۹ تاکنون بیش از ۱۲ فیلم را کارگردانی کرده است.